# Sophie Haemmerli-Marti
Sophie Haemmerli-Marti (Othmarsingen, 18 februari 1868 - Zürich, 19 april 1942) was een Zwitserse schrijfster en dichteres.

## Biografie

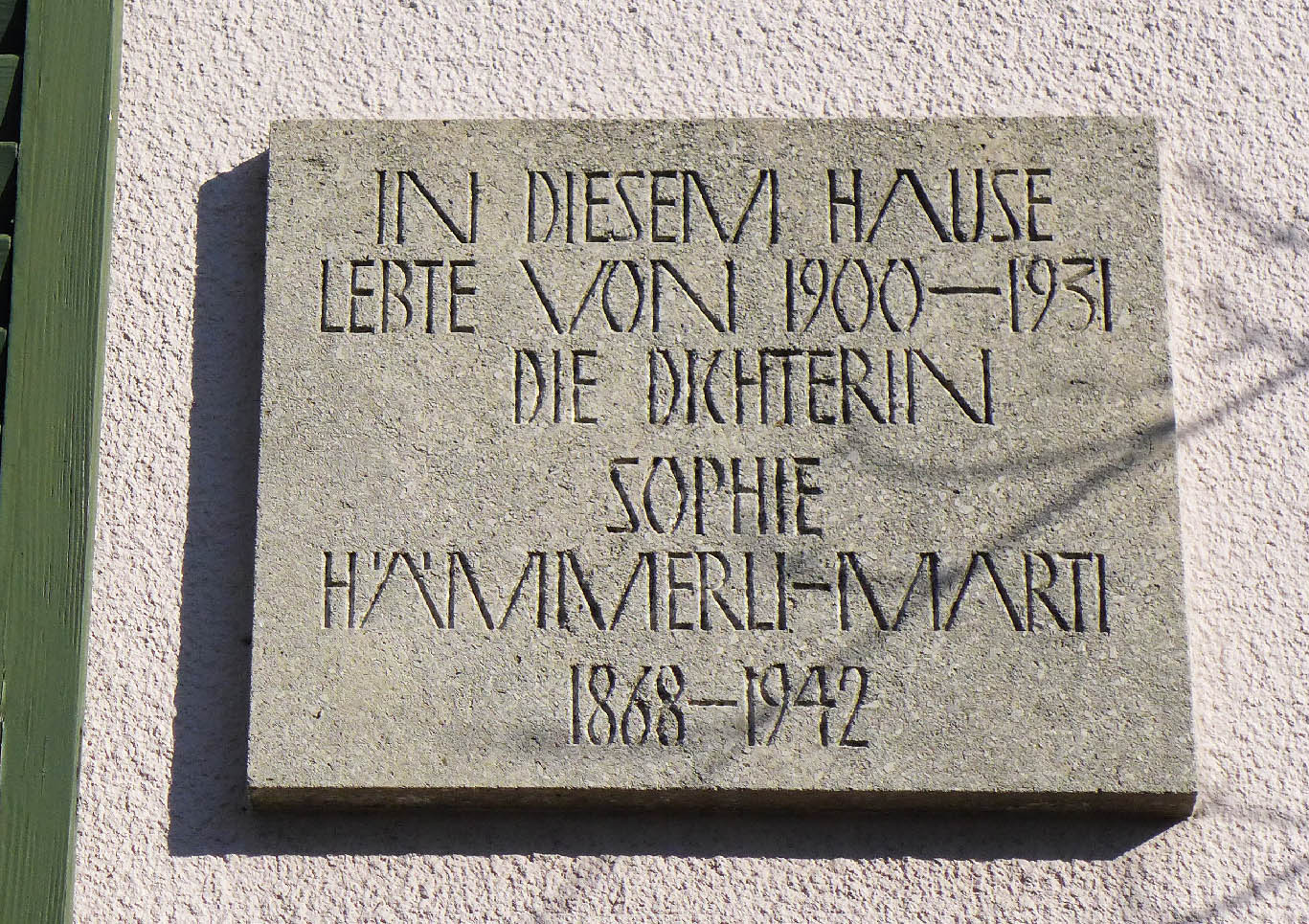
Gedenksteen aan de gevel van de woning in Lenzburg waar Sophie Haemmerli-Marti van 1900 tot 1931 woonde.

Sophie Haemmerli-Marti was een dochter van Franz Marti, een grootgrondbezitter en bestuurder, en van Sophie Rüegger. In 1890 huwde ze Max Haemmerli, een arts die een zoon was van de burgemeester van Lenzburg. In Lenzburg geraakte ze bevriend met Erika Wedekind en Frank Wedekind.
Van 1883 tot 1887 studeerde ze aan de normaalschool van Aarau, waarna ze gouvernante werd in Parijs en als lerares actief was, in 1887 in Thalheim en in 1888 in Oetlikon. Ze schreef gedichten (Mis Chindli uit 1896, dat meermaals werd heruitgegeven) waarvan er verschillende op muziek werden gezet en zo onder het grote publiek verspreid zouden geraken. Ze schreef ook artikelen in dialect (Mis Aargäu uit 1938) en filosofische gedichten (Läbessprüch uit 1939). Ze schreef daarnaast ook regelmatig persartikelen over actuele politieke kwesties.

## Werken
- (de)  Mis Chindli, 1896.
- (de)  Mis Aargäu, 1938.
- (de)  Läbessprüch, 1939.
- (de)  Günther, C. (ed.), Gesammelte Werke, 3 vol., 1947-1952 (verzameld werk, heruitgegeven in 1961).